# Художественная гимнастика на Универсиадах
Соревнования по художественной гимнастике проводятся на летних Универсиадах начиная с 1991 года (за исключением летних Универсиад 1993 и 1999 годов) только среди женщин.

## Призёры соревнований

### Личное многоборье
| Год  | Золото              | Серебро              | Бронза           |
| ---- | ------------------- | -------------------- | ---------------- |
| 1991 | Li Gyong-Hui        | Li Suk-Yong          | He Xiaomin       |
| 1995 | Мария Петрова       | Inessa Gizikova      | Diana Popova     |
| 1997 | Елена Витриченко    | Татьяна Огрызко      | Амина Зарипова   |
| 2001 | Тамара Ерофеева     | Yelena Tkachenko     | Olga Belova      |
| 2003 | Ирина Чащина        | Анна Бессонова       | Зарина Гизикова  |
| 2005 | Анна Бессонова      | Ирина Чащина         | Наталья Годунко  |
| 2007 | Анна Бессонова      | Ольга Капранова      | Вера Сесина      |
| 2009 | Евгения Канаева     | Анна Бессонова       | Алия Юсупова     |
| 2011 | Евгения Канаева     | Дарья Дмитриева      | Любовь Черкашина |
| 2013 | Маргарита Мамун     | Александра Меркулова | Анна Ризатдинова |
| 2015 | Сон Ён Чжэ          | Анна Ризатдинова     | Мелитина Станюта |
| 2017 | Юлия Бравикова      | Екатерина Селезнёва  | Hanna Bazhko     |
| 2019 | Екатерина Селезнёва | Зохра Агамирова      | Laura Zeng       |

### Обруч
| Год  | Золото                       | Серебро             | Бронза                            |
| ---- | ---------------------------- | ------------------- | --------------------------------- |
| 1991 | Li Suk-Yong                  | Yukari Kawamoto     | He Xiaomin                        |
| 1997 | Ева Серрано Елена Витриченко | —                   | Татьяна Огрызко                   |
| 2001 | Тамара Ерофеева              | Zhong Ling          | Yelena Tkachenko                  |
| 2003 | Ирина Чащина                 | Анна Бессонова      | Зарина Гизикова                   |
| 2007 | Анна Бессонова               | Ольга Капранова     | Инна Жукова                       |
| 2009 | Евгения Канаева              | Irina Risenzon      | Алия Юсупова                      |
| 2011 | Евгения Канаева              | Алина Максименко    | Deng Senyue                       |
| 2013 | Маргарита Мамун              | Мелитина Станюта    | Алина Максименко Анна Ризатдинова |
| 2015 | Сон Ён Чжэ                   | Мария Титова        | Мелитина Станюта                  |
| 2017 | Юлия Бравикова               | Екатерина Селезнёва | Kateryna Lutsenko                 |
| 2019 | Екатерина Селезнёва          | Julia Evchik        | Yeva Meleshchuk                   |

### Мяч
| Год  | Золото               | Серебро                                       | Бронза             |
| ---- | -------------------- | --------------------------------------------- | ------------------ |
| 1991 | Li Gyong-Hui         | He Xiaomin                                    | Li Suk-Yong        |
| 1995 | Мария Петрова        | Inessa Gizikova Olga Mikhalskaya Diana Popova | —                  |
| 2001 | Тамара Ерофеева      | Yelena Tkachenko                              | Zhong Ling         |
| 2003 | Ирина Чащина         | Анна Бессонова                                | Зарина Гизикова    |
| 2005 | Анна Бессонова       | Наталья Годунко                               | Алия Юсупова       |
| 2009 | Евгения Канаева      | Анна Бессонова                                | Дарья Кондакова    |
| 2011 | Евгения Канаева      | Дарья Дмитриева                               | Любовь Черкашина   |
| 2013 | Александра Меркулова | Сон Ён Чжэ                                    | Анна Ризатдинова   |
| 2015 | Сон Ён Чжэ           | Анна Ризатдинова                              | Мария Титова       |
| 2017 | Екатерина Селезнёва  | Юлия Бравикова                                | Мария Трубач       |
| 2019 | Екатерина Селезнёва  | Julia Evchik                                  | Viktoria Bogdanova |

### Булавы
| Год  | Золото                         | Серебро                           | Бронза                   |
| ---- | ------------------------------ | --------------------------------- | ------------------------ |
| 1991 | Li Suk-Yong                    | Li Gyong-Hui                      | Pang Qiong Susie Cushman |
| 1995 | Мария Петрова                  | Diana Popova                      | Inessa Gizikova          |
| 1997 | Татьяна Огрызко Амина Зарипова | —                                 | Елена Витриченко         |
| 2001 | Olga Belova                    | Тамара Ерофеева                   | Yelena Tkachenko         |
| 2003 | Ирина Чащина                   | Анна Бессонова                    | Зарина Гизикова          |
| 2005 | Анна Бессонова                 | Наталья Годунко                   | Ирина Чащина             |
| 2007 | Анна Бессонова                 | Вера Сесина                       | Дарья Кондакова          |
| 2011 | Евгения Канаева                | Алия Гараева                      | Алина Максименко         |
| 2013 | Маргарита Мамун                | Алина Максименко Анна Ризатдинова | —                        |
| 2015 | Анна Ризатдинова               | Сон Ён Чжэ Мелитина Станюта       | —                        |
| 2017 | Юлия Бравикова                 | Kateryna Lutsenko                 | Екатерина Селезнёва      |
| 2019 | Yeva Meleshchuk                | Зохра Агамирова                   | Екатерина Селезнёва      |

### Скакалка
| Год  | Золото           | Серебро                    | Бронза          |
| ---- | ---------------- | -------------------------- | --------------- |
| 1991 | Li Gyong-Hui     | He Xiaomin Yukari Kawamoto | —               |
| 1995 | Мария Петрова    | Diana Popova               | Inessa Gizikova |
| 1997 | Елена Витриченко | Амина Зарипова             | Ева Серрано     |
| 2001 | Тамара Ерофеева  | Yelena Tkachenko           | Olga Belova     |
| 2005 | Анна Бессонова   | Наталья Годунко            | Инна Жукова     |
| 2007 | Анна Бессонова   | Вера Сесина                | Наталья Годунко |
| 2009 | Евгения Канаева  | Анна Бессонова             | Дарья Кондакова |

### Лента
| Год  | Золото              | Серебро                        | Бронза           |
| ---- | ------------------- | ------------------------------ | ---------------- |
| 1995 | Мария Петрова       | Diana Popova Inessa Gizikova   | —                |
| 1997 | Елена Витриченко    | Татьяна Огрызко Амина Зарипова | —                |
| 2003 | Анна Бессонова      | Ирина Чащина                   | Зарина Гизикова  |
| 2005 | Наталья Годунко     | Ирина Чащина                   | Анна Бессонова   |
| 2007 | Анна Бессонова      | Ольга Капранова                | Алия Юсупова     |
| 2009 | Евгения Канаева     | Анна Бессонова                 | Дарья Кондакова  |
| 2011 | Дарья Дмитриева     | Евгения Канаева                | Любовь Черкашина |
| 2013 | Маргарита Мамун     | Александра Меркулова           | Анна Ризатдинова |
| 2015 | Мелитина Станюта    | Сон Ён Чжэ                     | Анна Ризатдинова |
| 2017 | Юлия Бравикова      | Екатерина Селезнёва            | Takana Tatsuzawa |
| 2019 | Екатерина Селезнёва | Alessia Russo                  | Yeva Meleshchuk  |

### Групповое многоборье (сумма)
| Год  | Золото  | Серебро          | Бронза           |
| ---- | ------- | ---------------- | ---------------- |
| 2001 | Россия  | Китай            | Япония           |
| 2003 | Россия  | Япония           | Республика Корея |
| 2005 | Россия  | Япония           | Украина          |
| 2007 | Россия  | Украина          | Япония           |
| 2009 | Россия  | Япония           | Украина          |
| 2011 | Китай   | Россия           | Япония           |
| 2013 | Россия  | Украина          | Япония           |
| 2015 | Россия  | Украина          | Финляндия        |
| 2017 | Украина | Китайский Тайбэй | Россия           |
| 2019 | Россия  | Украина          | Япония           |

### Групповое многоборье (5 предметов)
| Год               | Золото  | Серебро | Бронза    |
| ----------------- | ------- | ------- | --------- |
| 2001 (5 мячей)    | Китай   | Россия  | Япония    |
| 2003 (5 лент)     | Россия  | Япония  | Украина   |
| 2005 (5 лент)     | Россия  | Украина | Япония    |
| 2007 (5 скакалок) | Украина | Россия  | Япония    |
| 2009 (5 обручей)  | Россия  | КНДР    | Украина   |
| 2011 (5 мячей)    | Китай   | Россия  | Япония    |
| 2013 (10 булав)   | Россия  | Япония  | Украина   |
| 2015 (5 лент)     | Россия  | Украина | Финляндия |
| 2017 (5 обручей)  | Россия  | Япония  | КНДР      |
| 2019 (5 мячей)    | Россия  | Украина | Япония    |

### Групповое многоборье (2 + 3 предмета)
| Год                         | Золото  | Серебро          | Бронза  |
| --------------------------- | ------- | ---------------- | ------- |
| 2001 (2 мяча + 3 скакалки)  | Китай   | Россия           | Япония  |
| 2003 (2 мяча + 3 обруча)    | Россия  | КНДР             | Япония  |
| 2005 (4 булавы + 3 обруча)  | Россия  | Япония           | Украина |
| 2007 (2 булавы + 3 обруча)  | Россия  | Япония           | Китай   |
| 2009 (2 скакалки + 3 ленты) | Россия  | Украина          | Япония  |
| 2011 (2 обруча + 3 ленты)   | Китай   | Россия           | Япония  |
| 2013 (2 ленты + 3 мяча)     | Россия  | Япония           | Украина |
| 2015 (2 обруча + 6 булав)   | Украина | Япония           | Россия  |
| 2017 (2 скакалки + 3 мяча)  | Россия  | Китайский Тайбэй | Украина |
| 2019 (4 булавы + 3 обруча)  | Россия  | Украина          | Япония  |

## Медальный зачёт
суммарно медали для страны во всех видах соревнований
Художественная гимнастика
| Место           | Страна           | Золото | Серебро | Бронза | Всего |
| --------------- | ---------------- | ------ | ------- | ------ | ----- |
| 1               | Россия           | 54     | 29      | 20     | 103   |
| 2               | Украина          | 19     | 27      | 18     | 64    |
| 3               | Беларусь         | 6      | 8       | 14     | 28    |
| 4               | Китай            | 5      | 4       | 7      | 16    |
| 5               | Болгария         | 5      | 4       | 2      | 11    |
| 5               | КНДР             | 5      | 4       | 2      | 11    |
| 7               | Республика Корея | 3      | 3       | 2      | 8     |
| 8               | Франция          | 1      | 0       | 1      | 2     |
| 9               | Япония           | 0      | 12      | 16     | 28    |
| 10              | Азербайджан      | 0      | 3       | 0      | 3     |
| 11              | Китайский Тайбэй | 0      | 2       | 0      | 2     |
| 12              | Израиль          | 0      | 1       | 0      | 1     |
| 12              | Италия           | 0      | 1       | 0      | 1     |
| 14              | Казахстан        | 0      | 0       | 4      | 4     |
| 15              | Финляндия        | 0      | 0       | 2      | 2     |
| 16              | Канада           | 0      | 0       | 1      | 1     |
| 16              | США              | 0      | 0       | 1      | 1     |
| 16              | Эстония          | 0      | 0       | 1      | 1     |
| Всего стран: 18 | Всего стран: 18  | 98     | 98      | 91     | 287   |

Аэробика
| Место          | Страна           | Золото | Серебро | Бронза | Всего |
| -------------- | ---------------- | ------ | ------- | ------ | ----- |
| 1              | Китай            | 5      | 0       | 0      | 5     |
| 2              | Румыния          | 1      | 1       | 2      | 4     |
| 3              | Республика Корея | 1      | 0       | 2      | 3     |
| 4              | Россия           | 0      | 4       | 1      | 5     |
| 5              | Италия           | 0      | 0       | 1      | 1     |
| Всего стран: 5 | Всего стран: 5   | 7      | 5       | 6      | 18    |